# 彭菲爾德 (喬治亞州)
彭菲爾德（英語：Penfield）是位於美國喬治亞州格林縣（1786年）的一個非建制地區。該地的面積和人口皆未知。

## 地理
彭菲爾德的座標為33°40′02″N 83°10′39″W / 33.66722°N 83.17750°W，而該地的平均海拔高度為200米（即656英尺）。